# تأثير الفراشة (فلم)
تأثير الفراشة أو (بالإنجليزية: The Butterfly Effect) فيلم خيال علمي ونفسي وإثارة أمريكي، أنتج في عام 2004 من أخراج إيرك برس وبطولة أشتون كوتشر، أيمي سمارت، ألدن هنسون، وليام لي سكوت، إيريك ستولتز والإخراج لإيريك برس، جي ماكي جروبر .

## قصة الفيلم
في السابعة من عمره تعرض إيفان تريبورن (كوتشر) لصدمات نفسية وعقلية، دفعت والدته إلى عرضه على طبيب خشية أن يرث مرض والده العقلي، فنصحها الطبيب بكتابة تقرير يومي عن نشاط الطفل حتى يمكن الرجوع إليه في المستقبل.
وبعد ثلاثة عشر عاما أصبح إيفان طالبا في كلية علم النفس، وبدأ بقراءة اليوميات على أمل أن تكبح جماح ذكريات طفولته.
وعندما بدأ في قراءة تفاصيل حياته قبل فقدانه للوعي، وجد نفسه عائدا بقوة في الزمن الماضي، حاضرا في الأحداث المؤلمة له التي لم يستطع استيعابها في ذاكرته. وسرعان ما أدرك أنه يجسد طفولته، وأن لديه القدرة على منع الأحداث المضطربة قبل حدوثها، وبالتالي يمكنه إنقاذ نفسه وأصدقائه ليني (ألدن هنسون) وكيليه (آمي سمارت) وأخيها تومي (وليام لي سكوت) الذين سيتسبب والد تومي وكيليه الشرير في تدمير مستقبلهم.
ولكن سرعان ما يكتشف إيفان أن تغيير الماضي يغير الواقع أيضا. وأن النتائج ليست جيدة في كل الأحيان. ولإسعاد نفسه وأصدقائه يحاول إيفان تصحيح الماضي، ولكن لكل حقيقة جديدة هناك جانب مظلم.
ويجد إيفان نفسه غير قادر على إعادة الماضي لما كان عليه، وعليه الآن أن يختار واقعا واحدا فقط ليتعامل معه، وإن كانت نتيجة هذا الاختيار التضحية بأحب الناس إليه.

## وصلات خارجية
- مقالات تستعمل روابط فنية بلا صلة مع ويكي بيانات